# Celadont (color)
El celadont és un pigment de color verd mar pàl·lid. El terme prové del francès 'Céladon,' un personatge de L'Astrée (una novel·la d'Honoré d'Urfé), celadont també es refereix a un tipus de ceràmica, la terrissa celadont, que duu un esmalt del mateix color i que és originària de la Xina. La composició química del celadont està formada per una mescla d'òxid de crom, groc de cadmi i blanc de titani-zinc. Va ser molt utilitzat en l'art coreà.

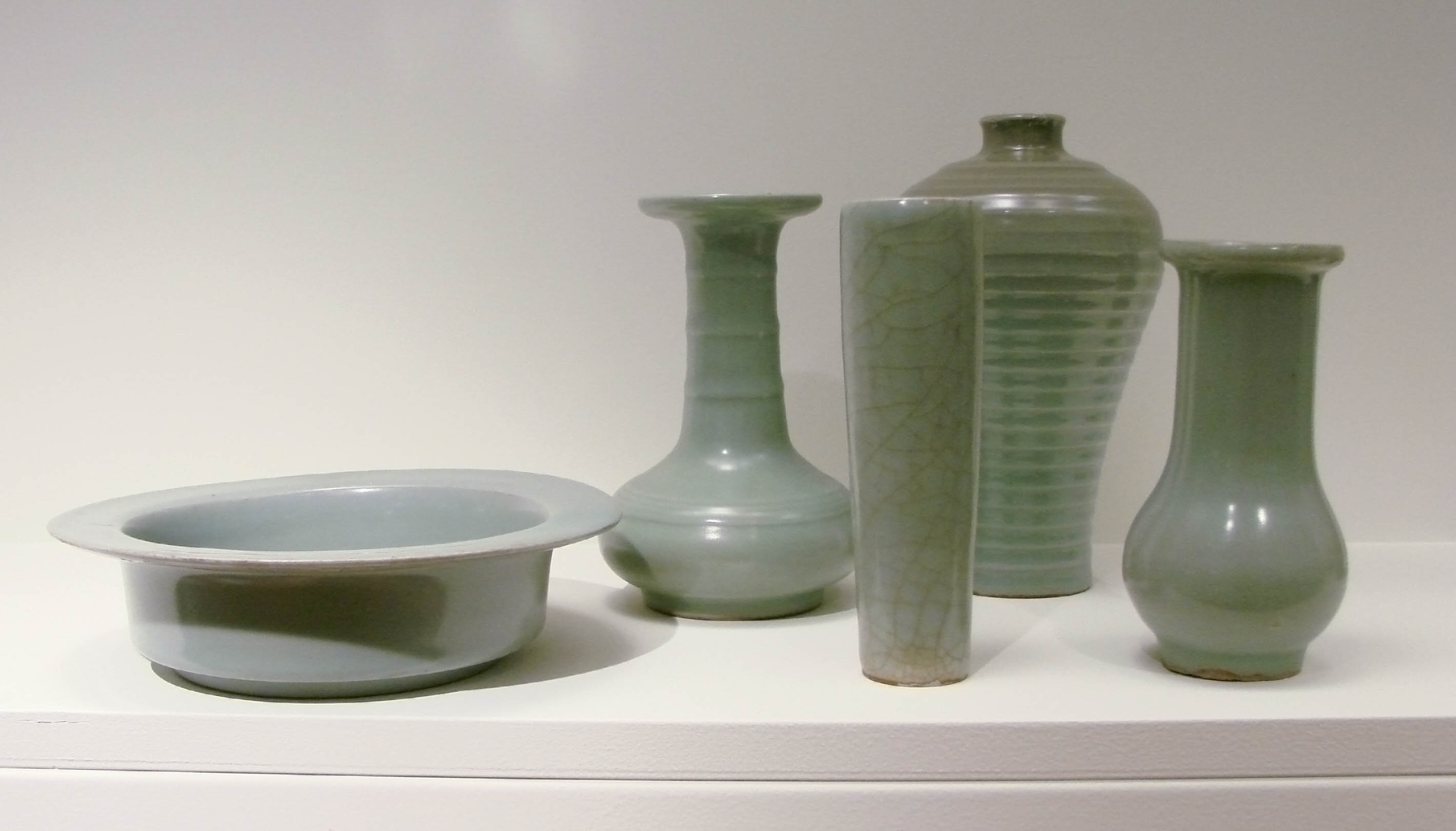
Porcellana xinesa color celadont

Una mostra del color celadont: 